# Žydrūnas Savickas
Žydrūnas Savickas (15 de julho de 1975, em Biržai) é um lituano atleta de força (strongman) e levantador de peso básico.

## Principais conquistas
Levantamento de peso básico
Competiu na categoria de peso acima de 125 kg, sob as regras da International Powerlifting Federation (IPF).
- Campeonato mundial de levantamento de peso básico: 
  - 2. lugar — 2000[1]
- Campeonato europeu de levantamento de peso básico:
  - 3. lugar — 1999-2001[1]

Ganhou diversas competições na Lituânia de levantamento de peso básico, tendo estabelecido diversos recordes nacionais.
Atletismo de força (strongman)
- World's Strongest Man
  - 2. lugar — 2002-2004, 2011, 2013
  - 1. lugar — 2009-2010; 2012, 2014, 2016

- IFSA World Strongman Championships
  - 1. lugar — 2005-2006
  - 2. lugar — 2007

- Strongman Champions League
  - 1. lugar — 2008

- Arnold Classic Strongman
  - campeão seis vezes consecutivas — 2003-2008, 2014
  - 2. lugar — 2010
  - 3. lugar — 2011-2012

Também ganhou ainda diversas competições na Lituânia de atletismo de força.